# Klausurmacher

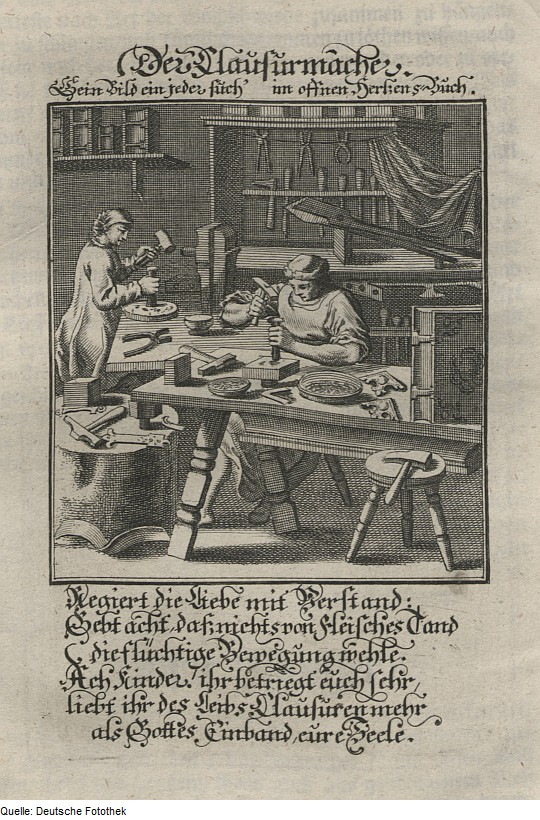
Der Clausurmacher

Der Klausurmacher (auch Klausurenmacher) ist ein ausgestorbener Beruf. Das Gewerbe des Klausurmachers entsprach im Wesentlichen dem eines Gürtlers, der sich auf die Fertigung von Buchschließen und Buchbeschlägen für besonders wertvolle Bücher wie Bibeln, Gebets- und Andachtsbücher spezialisierte.

## Berufsbild
„Clausurmacher“ (von latein.: claudere, deutsch: schließen) machten "clausuren und gesperre", wie auch die Schlösser, Haken, Heftel, Ecken und Buckeln an die Bücher, die sie je nach Kundenauftrag kunstvoll trieben, gossen, schlugen, und glatt oder durchbrochen, aus Eisen, Messing, Silber, versilbert oder vergoldet herstellten. Buckeln sind erhabene Rundungen als metallener Zierrat an den beschlagenen Büchern.
In Europa etablierten sich im 14. bis 16. Jahrhundert die sogenannten „clausurmacher“, die hohes Ansehen genossen. Anfänglich wurden die Buchbeschläge in Buchbindereien und Schmiedewerkstätten der Klöster hergestellt, später von Kunsthandwerkern in den Städten. Wo es nur Gürtler gab, konnten die reisenden Gesellen freie Zehrung genießen. Die Klausurmacher waren dem „geschenkten“ Handwerk der Gürtler offiziell zugehörig. Bei geschenkten Handwerken bestand Wanderzwang, die wandernden Gesellen hatten Anspruch auf eine Wanderunterstützung (Geschenk) seitens des Handwerks.
Gürtler, Spangen- und Clausurmacher aus Nürnberg erhielten 1716–1766 ein Privileg über ihre Waren. Berühmt waren die Arbeiten der deutschen, französischen und besonders aber die Danziger Klausurmacher. Danzig soll einer der letzten Herstellungsorte von Buchbeschlägen und -schließen im 19. Jahrhundert gewesen sein.
Klausurmacher hießen auch Gesperrmacher – Gesperre meinte die Haken und Schließen am Buchbeschlag. Ihre Aufgabe war, die Gesperre für die Bucheinbände, die aus zwei Holzdeckeln mit Lederüberzug bestanden, dermaßen zu fabrizieren, sodass die Deckel zusammengepresst werden konnten, da Holz, Pergament und Papier leicht Feuchtigkeit aufnehmen und zu Welligkeit neigen.